# Zack Ernest Murrell
Zack Ernest Murrell (1 de junio de 1956) es un botánico estadounidense; trabajando académicamente en la Appalachian State University, Boone, en Carolina del Norte.
Hizo su educación media en el "Shelby High School". Y obtuvo su M.Sc. en la Universidad de Tennessee, en Botánica; y su Ph.D. en la Duke University, en 1980. Actualmente participa en un proyecto regional denominado "Informática del Sudeste de la Red Regional de Conocimientos y Colecciones (véase SERNEC.org). También trabaja en una nueva edición de su libro de texto de sistemática de plantas llamado "Taxonomía de Plantas Vasculares".

## Algunas publicaciones
- zack e. Murrell, lytton j. Musselman. 2004. The proceedings of the André Michaux international symposium: a symposium ... held in Belmont, North Carolina, May 16-17, 2002. Ed. Southern Appalachian Botanical Soc. 237 pp.
- 1992. Systematics of the genus Cornus (Cornaceae). Ed. Duke University. 572 pp.
- 1985. The Vascular flora of Big Frog Mountain, Polk County, Tennessee. Ed. University of Tennessee, Knoxville. 302 pp.

## Honores
- miembro de la "Southern Appalachian Botanical Society"[1]
- La abreviatura «Murrell» se emplea para indicar a Zack Ernest Murrell como autoridad en la descripción y clasificación científica de los vegetales.[2]